# Techetechete'
Techetechete' è un programma televisivo italiano di videoframmenti, ideato dal giornalista Michele Bovi e trasmesso su Rai 1 dal 2 luglio 2012.

## Il programma
Il programma consiste nella riproposizione di spezzoni, immagini di repertorio e filmati d'epoca, estrapolati dagli archivi Rai e connessi tra loro in base ad un determinato filo conduttore, tema e/o personaggio. È considerabile l'evoluzione di Varietà/SuperVarietà (1999-2009) e Da Da Da (2009-2011, fino al 2020 nella fascia notturna).
Il titolo, ideato dal paroliere Pasquale Panella, richiama in maniera diretta l'immenso materiale delle Teche Rai dal 1954, concepito come una parola dalla lunghezza infinita, che viene troncata con un apostrofo finale..
Nel corso degli anni, la trasmissione ha assunto svariati sottotitoli: Il nuovo che fu nel 2012, Vista la rivista nel 2013, Vive la gente nel 2014, Con tutti i sentimenti nel 2015, Vorrei rivedere/Stasera con noi nel 2016 e Il meglio della TV dal 2017 al 2021.

### Messa in onda
Il programma va in onda nel periodo estivo, tutti i giorni, nella fascia dell'access prime time su Rai 1. Non va in onda quando la prima serata viene anticipata, come nel caso di partite di calcio (inclusi i mondiali ed europei), di programmi musicali o eventi vari. 
Non mancano però le puntate speciali in onda in altri periodi dell'anno, ad esempio in occasione delle morti di alcuni personaggi famosi (sono andate in onda puntate speciali, fuori dal periodo estivo, in occasione delle scomparse di Gina Lollobrigida, Fabrizio Frizzi e Gigi Proietti), oppure nell'anniversario della scomparsa di alcuni volti noti del cinema e della televisione (ad esempio Corrado e Marcello Mastroianni). Ulteriori puntate speciali sono trasmesse in occasione degli eventi più vari, come i mondiali, gli europei e le Olimpiadi.
Il programma va anche in onda (con una puntata casuale) in caso di scioperi del personale della Rai o di problemi tecnici e di emissione della rete, fino alla risoluzione del problema. Quest’ultimo caso si è verificato il 4 agosto 2021, quando andò in onda una puntata sui Pooh in sostituzione della trasmissione Estate in diretta, interrotta per problemi tecnici. Una situazione analoga è accaduta anche il 31 luglio 2024, quando Techetechete' ha sostituito interamente la prima parte della trasmissione pomeridiana già citata, a causa di un incendio che ha coinvolto anche il Centro di produzione TV Raffaella Carrà e ha reso necessaria l'evacuazione dello studio in cui era prodotto il programma.
Il 2 novembre 2021, in omaggio a Gigi Proietti nel giorno del primo anniversario dalla sua scomparsa, una puntata andò in onda in seconda serata su Rai Premium.

## Sigla
La sigla utilizzata dal 2012 al 2018, dal titolo TecheShake (di Panella-Campagnoli-Paterniti) è interpretata e vocalizzata dallo stesso Panella, mentre dal 2019 viene utilizzato il jingle Elettroswing Techete', composto per l'occasione da Bengi e riarrangiato nel 2022. Nel 2024, in occasione dei settant'anni della televisione italiana, viene adottata una nuova sigla intitolata Techete 70, composta sempre da Benati e basata su Tutto cangia, il ciel s'abbella, finale del Guglielmo Tell di Gioachino Rossini nonché storica sigla d'inizio delle trasmissioni Rai.

## Puntate
Al 20 agosto 2025 sono state realizzate complessivamente 1 349 puntate, comprendenti le 15 edizioni del programma, le puntate speciali e gli spin-off Techetechete' Superstar, Techetecheshow, TecheTeche Top Ten, 70x70 - Lo sapevate che..., Hit Mania Teche, Techetechete' Extra, 30x70 - Se dico donna..., 70x70 Vol. 2 - I momenti più iconici della televisione italiana, Teche Kids - La TV dei ragazzi fa 70!, Techetechete' - A gentile richiesta e Techetechete' Classic.
| Stagione | Sottotitolo            | Puntate | Prima TV |
| -------- | ---------------------- | ------- | -------- |
| 1ª       | Il nuovo che fu        | 67      | 2012     |
| 2ª       | Vista la rivista       | 80      | 2013     |
| 3ª       | Viva la gente          | 69      | 2014     |
| 4ª       | Con tutti i sentimenti | 84      | 2015     |
| 5ª       | Vorrei rivedere        | 74      | 2016     |
| 5ª       | Stasera con noi        | 74      | 2016     |
| 6ª       | —                      | 20      | 2017     |
| 7ª       | Il meglio della TV     | 93      | 2017     |
| 8ª       | Il meglio della TV     | 96      | 2018     |
| 9ª       | Il meglio della TV     | 82      | 2019     |
| 10ª      | Il meglio della TV     | 65      | 2020     |
| 11ª      | Il meglio della TV     | 57      | 2021     |
| 12ª      | —                      | 82      | 2022     |
| 13ª      | —                      | 82      | 2023     |
| 14ª      | —                      | 63      | 2024     |
| 15ª      | —                      | 39      | 2025     |

### Puntate speciali
Oltre alle classiche puntate stagionali, nella storia del programma sono state trasmesse 67 puntate speciali, realizzate in occasione di eventi particolari e così suddivise: tre nel 2014, cinque nel 2016, una nel 2017, dieci nel 2018, tre nel 2019, quattordici nel 2020, ventidue nel 2021, tre nel 2022, una nel 2023, tre nel 2024 e tre nel 2025.
Tutte le puntate sono state trasmesse su Rai 1 ad eccezione di quella del 2 novembre 2021, trasmessa sul canale tematico Rai Premium.

## Audience
| Edizione | Rete televisiva | Anno | Stagione          | Programmazione | Programmazione | Programmazione | Programmazione | Programmazione | Programmazione | Programmazione | Collocazione      | Media auditel  | Media auditel |
| Edizione | Rete televisiva | Anno | Stagione          | L              | M              | M              | G              | V              | S              | D              | Collocazione      | Telespettatori | Share         |
| -------- | --------------- | ---- | ----------------- | -------------- | -------------- | -------------- | -------------- | -------------- | -------------- | -------------- | ----------------- | -------------- | ------------- |
| 1ª       | Rai 1           | 2012 | estate            |                |                |                |                |                |                |                | Access prime time | 3 307 000      | 17,48%        |
| 2ª       | Rai 1           | 2013 | primavera-estate  | 3 737 000      | 18,50%         |                |                |                |                |                | Access prime time |                |               |
| 3ª       | Rai 1           | 2014 | primavera-estate  | 3 690 000      | 18,50%         |                |                |                |                |                | Access prime time |                |               |
| 4ª       | Rai 1           | 2015 | primavera-estate  | 3 596 000      | 18,70%         |                |                |                |                |                | Access prime time |                |               |
| 5ª       | Rai 1           | 2016 | primavera-estate  | 3 445 000      | 16,20%         |                |                |                |                |                | Access prime time |                |               |
| 5ª       | Rai 1           | 2016 | estate            | 3 433 000      | 18,30%         |                |                |                |                |                | Access prime time |                |               |
| 6ª       | Rai 1           | 2017 | inverno-primavera | 4 156 000      | 16,20%         |                |                |                |                |                | Access prime time |                |               |
| 7ª       | Rai 1           | 2017 | primavera-autunno | 3 752 000      | 18,50%         |                |                |                |                |                | Access prime time |                |               |
| 8ª       | Rai 1           | 2018 | primavera-estate  | 3 561 000      | 18,50%         |                |                |                |                |                | Access prime time |                |               |
| 9ª       | Rai 1           | 2019 | primavera-estate  | 3 241 000      | 17,30%         |                |                |                |                |                | Access prime time |                |               |
| 10ª      | Rai 1           | 2020 | estate            | 3 311 000      | 17,50%         |                |                |                |                |                | Access prime time |                |               |
| 11ª      | Rai 1           | 2021 | estate            | 3 260 000      | 18,60%         |                |                |                |                |                | Access prime time |                |               |
| 12ª      | Rai 1           | 2022 | primavera-estate  | 2 894 000      | 19,10%         |                |                |                |                |                | Access prime time |                |               |
| 13ª      | Rai 1           | 2023 | primavera-estate  | 2 538 000      | 18,70%         |                |                |                |                |                | Access prime time |                |               |
| 14ª      | Rai 1           | 2024 | primavera-estate  | 2 343 000      | 15,10%         |                |                |                |                |                | Access prime time |                |               |
| 15ª      | Rai 1           | 2025 | estate            |                |                |                |                |                |                |                | Access prime time |                |               |

## Spin-off

### Techetechete' Superstar
Il programma è uno spin-off di Techetechete' e va in onda in contemporanea con la nona stagione, dal 29 giugno al 7 settembre 2019. Trattasi di un ciclo di nove puntate speciali della durata di due ore, in onda il sabato sera in prima serata su Rai 1 dalle 20:40 alle 22:30.

### Techetecheshow
Spin-off di Techetechete', la prima edizione è in onda in contemporanea con la tredicesima stagione, dal 25 agosto all'8 settembre 2023 (inizialmente programmate a partire dall'8 luglio e poi dal 22 luglio) viene proposto lo spin-off intitolato Techetecheshow, un ciclo di tre puntate speciali della durata di tre ore, in onda il venerdì sera in prima serata su Rai 1 dalle 20:40 alle 23:30, con la conduzione di Flavio Insinna. L'ultima puntata doveva andare in onda il 30 Dicembre 2023, ma a causa di un'intervista a Rosario Fiorello la puntata è stata spostata il 2 febbraio 2024.

### Techeteche Top ten
Programma televisivo italiano con la conduzione di Bianca Guaccero in onda dal 2 marzo 2024 il sabato in seconda serata; nell'estate 2025 era prevista la messa in onda la domenica in access prime time su Rai 1. Dati i positivi indici d'ascolto, dal 12 luglio al 1º agosto 2025 il programma sarebbe dovuto andare in onda durante tutta la settimana andando, di conseguenza, a sostituire Techetechete' ma, dato il calo consistente di ascolti nella prima settimana di messa in onda e l'esaurimento delle puntate registrate, dal 21 luglio ha ceduto di nuovo il passo a Techetechete'.

### 70x70 - Lo sapevate che...
Programma televisivo italiano andato in onda dapprima su RaiPlay, dal 3 gennaio al 30 maggio 2024, e in seguito su Rai 2 nella fascia oraria mattutina. Dal 1º aprile all'8 luglio 2025 è andata in onda su RaiPlay la seconda edizione della trasmissione, intitolata 70x70 Vol. 2 - I momenti più iconici della televisione italiana.

### Hit Mania Teche
Una compilation di grandi successi discografici italiani fra la seconda metà degli anni Settanta e la prima metà degli anni Ottanta con brani indimenticabili di artisti quali Nada, Giuni Russo, Renato Zero, Franco Battiato, Loredana Bertè, Raf e tanti altri.
Il programma, in 19 puntate,. è andato in onda nell'agosto 2024 esclusivamente su Raiplay.
- Gianna Nannini – Fotoromanza
- Raf – Self control
- Rino Gaetano – Spendi spandi effendi
- Anna Oxa – Controllo totale
- Novecento – Movin' on
- Drupi – Sereno è...
- Loredana Bertè – In alto mare
- Ornella Vanoni – La voglia, la pazzia
- Giuni Russo – Buenos Aires
- Umberto Tozzi – Gloria
- Matia Bazar – il medley
- Nada – Amore disperato
- Franco Battiato – L'era del cinghiale bianco
- Alice – Il vento caldo dell'estate
- Eduardo De Crescenzo – Ancora
- Renato Zero – Mi vendo
- Patty Pravo – Pensiero stupendo
- Raffaella Carrà – Ballo ballo
- Loretta Goggi – Maledetta primavera

### Techetechete' Extra
Dal 30 luglio all'11 agosto 2024, durante i Giochi della XXXIII Olimpiade di Parigi, le puntate sono andate in onda con la dicitura Techetechete' Extra.
Con la stessa dicitura è andata in onda di pomeriggio una puntata speciale il 25 agosto su Rai 1.

### 30x70 - Se dico donna...
Francesca Barolini racconta le storie di 30 grandi professioniste che hanno lasciato un segno indelebile nella TV pubblica, superando gli stereotipi e contribuendo all'evoluzione dei costumi. Il programma va in onda in esclusiva su Rai Play.

### Teche Kids - La TV dei ragazzi fa 70!
Programma televisivo italiano dedicato ai 70 anni della TV dei ragazzi, condotto da Armando Traverso e Francesca Barolini e andato in onda su Rai 3 e RaiPlay nel settembre del 2024.